# 9ª Brigata fucilieri motorizzata delle guardie "Mariupol-Khingan"
La 9ª Brigata autonoma fucilieri motorizzata delle guardie "Mariupol-Khingan" (in russo 9-я отдельная гвардейская мотострелковая Мариупольско-Хинганская бригада?, 9-ja otdel'naja gvardejskaja motostrelkovaja Mariupol'sko-Chinganskaja brigada, unità militare 71443) è un'unità di fanteria meccanizzata delle Forze terrestri russe, subordinata alla 51ª Armata combinata delle guardie del Distretto militare meridionale e con base a Novoazovs'k.

## Storia

### Guerra del Donbass
L'unità è stata costituita il 12 febbraio 2016 come 9º Reggimento fanteria di marina (unità militare 08819) per ordine del Capo della RPD Aleksandr Zacharčenko, a partire dal 9º Reggimento fucilieri motorizzato, grazie ai rinforzi ricevuti dall'810ª Brigata della fanteria di marina russa. Il reggimento, che aveva già preso parte alle prime fasi della guerra del Donbass nel 2015 subendo numerose perdite a causa dello scarso addestramento dei suoi comandanti, non ha mai ricevuto l'equipaggiamento adeguato per operare come fanteria di marina, rimanendo tale solo sulla carta. Ad ottobre il reggimento si è scontrato in diverse occasioni con la 36ª Brigata fanteria di marina ucraina nei pressi di Mariupol', subendo vittime pari a 11 morti, 13 feriti e un prigioniero. Fra il 2015 e il 2016 l'unità è stata comandata dal colonnello russo Dmitrij Bondarev, ex comandante del 51º Reggimento della 106ª Divisione aviotrasportata. Con il raffreddamento del conflitto il reggimento è rimasto schierato lungo la linea di contatto di fronte alla città di Mariupol'. Registrando un numero di effettivi inferiore al 50% della forza autorizzata, nel 2019 al reggimento è stato assegnato il 6º Battaglione di difesa territoriale (unità militare 08834), unità di pessima qualità reclutata lo stesso anno senza requisiti minimi di ingresso come test per l'HIV o certificati di salute mentale.

### Invasione russa dell'Ucraina
A partire dal 24 febbraio 2022 il reggimento ha preso parte all'invasione russa dell'Ucraina, combattendo nella battaglia di Mariupol' fra marzo e aprile. In seguito alla conquista della città è stato trasferito nell'area di Donec'k. Alla fine del 2022 tutte le unità della Milizia Popolare di Doneck sono state integrate nell'esercito regolare russo, venendo subordinate all'8ª Armata combinata, e il reggimento è stato riorganizzato come normale fanteria motorizzata ed espanso al rango di brigata. A partire da marzo 2023 la brigata ha combattuto in direzione dei villaggi di Pervomajs'ke e Vodjane, a sud di Avdiïvka. Nel corso di questi assalti la 9ª e la 110ª Brigata fucilieri motorizzata hanno subito gravi perdite, mandando all'assalto reparti corazzati in campo aperto contro le posizioni difese dalla 59ª Brigata motorizzata ucraina. Per mantenere la capacità operativa ha integrato il personale mobilitato proveniente dal 111º e dal 112º Reggimento fucilieri motorizzato (unità militare 34497 e 34498), reclutati nel territorio della Repubblica Popolare di Doneck. Con l'inizio dell'offensiva russa sulla città a ottobre la brigata ha cercato di avanzare da sud, attaccando verso Sjeverne. In seguito alla caduta della città il 17 febbraio 2024 la brigata è stata nominata in un comunicato di congratulazioni inviato dal presidente russo Vladimir Putin al comandante delle operazioni generale Andrej Mordvičev.
A marzo 2024 la brigata è stata impegnata in duri combattimenti a Pervomajs'ke, dove le truppe russe hanno guadagnato lentamente terreno nonostante l'aspra resistenza ucraina. Nelle settimane successive ha continuato ad attaccare in direzione del villaggio di Netaljove. Per mantenere la capacità operativa è stato assegnato alla brigata il 1436º Reggimento fucilieri motorizzato (unità militare 95376), costituito in Tatarstan con personale mobilitato. A giugno un gruppo tattico di battaglione è stato trasferito nell'oblast' di Charkiv per compensare le perdite subite dalle unità russe impegnate dall'inizio di maggio nella rinnovata offensiva nella regione. All'inizio di luglio elementi della brigata hanno rapidamente occupato alcune posizioni ucraine in direzione del villaggio di N'ju-Jork. Nelle settimane successive la brigata è riuscita a superare le difese della 41ª e 53ª Brigata meccanizzata, raggiungendo la parte occidentale del villaggio all'inizio di agosto. Tuttavia il 18 luglio è stato ucciso in combattimento il comandante della brigata, colonnello Michail Gordienko. Durante l'autunno l'unità ha continuato a combattere nell'area di N'ju-Jork e Nelipivka, dove in particolare il 111º Reggimento ha subito gravi perdite durante il mese di novembre. Nel gennaio 2025, dopo mesi di difficili combattimenti urbani, la 9ª e la 1ª Brigata fucilieri motorizzata sono riuscite a raggiungere e occupare la parte centrale della città di Torec'k. Il 7 giugno 2025 la brigata è stata insignita dell'Ordine di Suvorov per decreto del Presidente della Federazione Russa. Durante l'estate del 2025 la brigata, insieme all'intera 51ª Armata, è stata impiegata negli assalti a nordest di Pokrovs'k e Myrnohrad, in direzione del villaggio di Rodyns'ke.

## Struttura
- Comando di brigata
- 1º Battaglione fucilieri motorizzato
- 2º Battaglione fucilieri motorizzato
- 284º Battaglione fucilieri (unità militare 55369)
- Battaglione corazzato (T-72)
- Gruppo d'artiglieria
  - Battaglione artiglieria campale
  - Battaglione artiglieria semovente
- Battaglione artiglieria missilistica contraerei (9K35 Strela-10 e ZU-23)
- Compagnia ricognizione
- Compagnia genio
- Compagnia comunicazioni
- Compagnia logistica
- Compagnia manutenzione
- Compagnia medica
- Plotone cecchini

## Comandanti
- Colonnello Dmitrij Bondarev (2015 - 2016)[5]
- Colonnello Andrij Opriščenko (?)
- Colonnello Timur Kurilkin (2023 - giugno 2024)[29]
- Colonnello Michail Gordienko (giugno 2024 - luglio 2024) †[24]